# Lancia Aurelia
Řada Aurelia italského automobilového výrobce Lancia, navržená pod vedením Vittoria Jana, odstartovala v roce 1950 představením modelu B10 sedan s vidlicovým šestiválcem o objemu 1,8l na turínské motor show. Její jméno odkazovalo na starověkou silnici Via Aurelia z Říma do Pisy. Hned následující rok po uvedení na trh se po kritice slabého sedanu objevil model Aurelia B21 s dvoulitrovým šestiválcem a výkonem 70k a sportovní dvoudvéřová 2+2 místná Lancia Aurelia B20 GT se splývavou zádí, navržená Felicem Mariem Boanem. Tento vůz považovaný za vůbec prvního zástupce třídy Gran Turismo používal zkrácený podvozek ze sedanu B21 a na 75k vyladěnou verzi šestiválcového dvoulitru, s nímž dokázal dosáhnout rychlosti 160 km/h.
Aurelie ze druhé série byly vybaveny opět vidlicovým šestiválcem o obsahu 2l, ale tentokrát s výkonem 80k. Dostaly lepší brzdy, snížený podvozek a byl mírně upraven interiér.
V roce 1953 Lancia uvedla na trh Aurelii třetí série, tentokrát již s motorem o obsahu 2,5l s výkonem 118k, zadní nápravou De Dion a volitelně i s levostranným řízením.

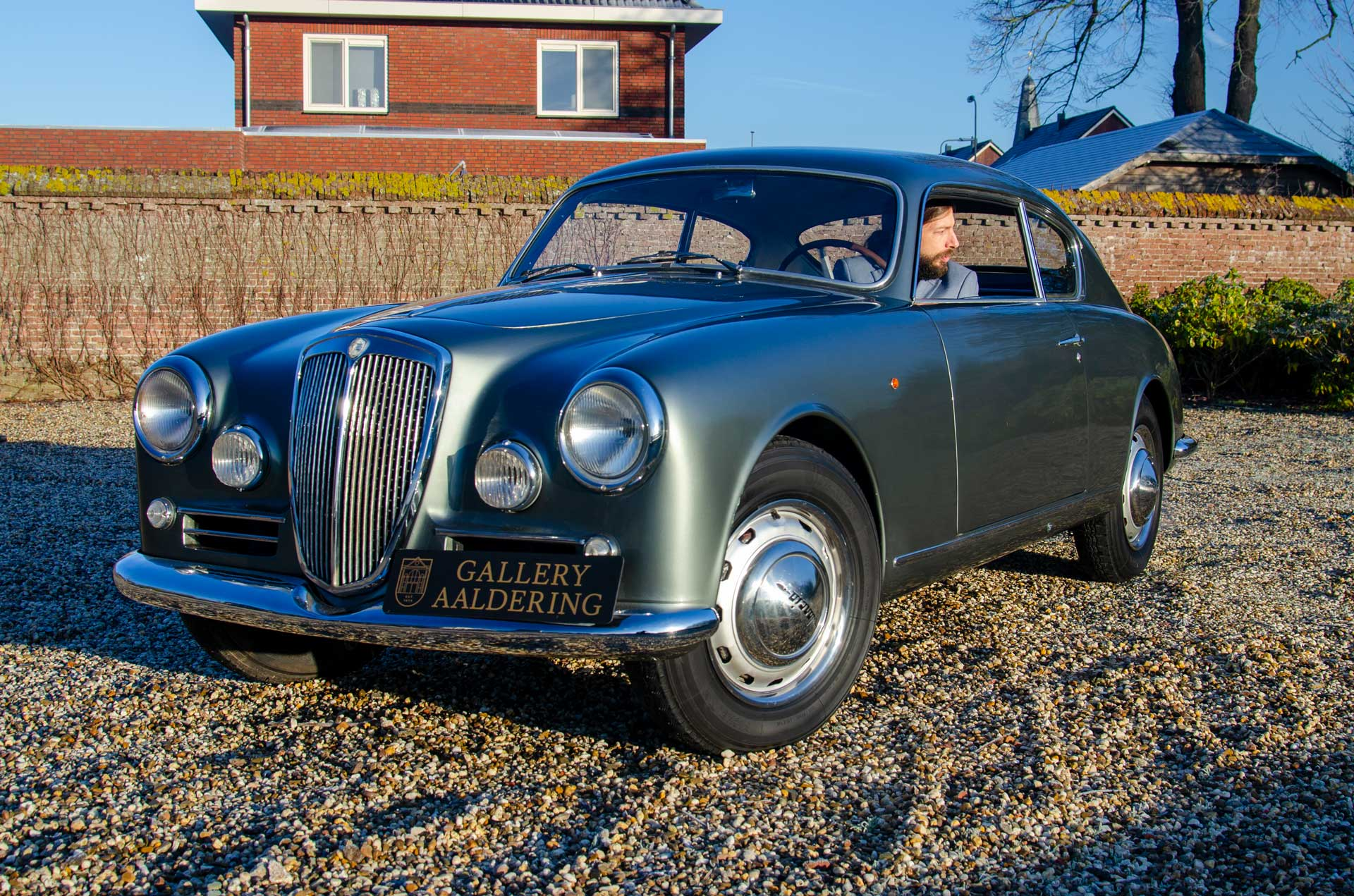
Lancia Aurelia B20 GT 1956

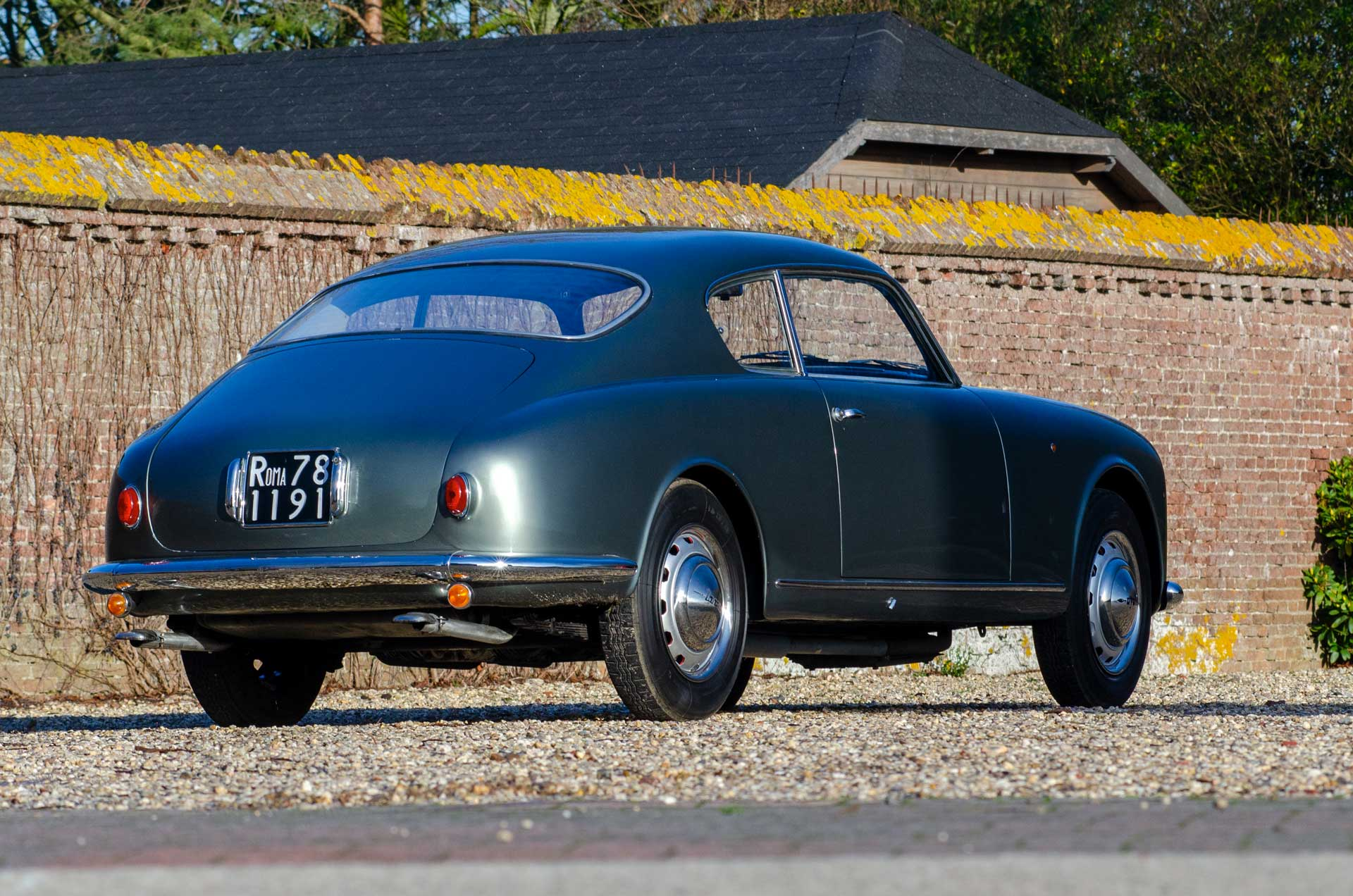
Lancia AUrelia B20 GT 1956

Z tohoto typu vycházela i otevřená Aurelia B24 Spider navržená Pinin Farinou, která se na trhu objevila v roce 1954. Na její úspěch navázala o další rok později ještě mnohem praktičtější Aurelia B24 Convertible se stahovací střechou.
Úpravy dalších sérií Aurelií byly již zaměřeny především na luxus.
Lancia Aurelia B20 GT se prosazovala i na soutěžním poli. V roce 1951 získala třetí místo a v roce 1952 druhé na Mille Miglia. Později téhož roku si Aurelie dojely pro první, druhé a třetí místo v závodě Targa Florio, což je docela slušný výkon na standardní produkční vůz.

## Modely
- Aurelia B10/B15/B21/B22/B12 (limuzína s různými rozvory, 1950–1954) vyrobeno 13 677 kusů
- Aurelia B50/B51/B52/B55/B56/B60 (jen podvozek), 783 kusů
- Aurelia B20 GT (Coupé, 1951–1958) 3111 kusů
- Aurelia B24 Spider (1955) 240 kusů [1]
- Aurelia B24 Convertibile (1955–1958) 521 kusů